# Anti-Corruption Commission

Werbetafel der Anti-Corruption Commission an der Hauptstraße von Oshakati (2011)

Die Anti-Corruption Commission of Namibia (ACC, deutsch Anti-Korruptions-Kommission von Namibia) ist eine unabhängige und unparteiische Institution in Namibia, welche mit der Bekämpfung von Korruption betraut ist. Sie besteht offiziell seit dem 1. Januar 2006.
Die Kommission lässt dem Premierminister von Namibia einmal im Jahr einen offiziellen Bericht ihrer Arbeit zukommen.

## Geschichte
Bereits lange vor der Unabhängigkeit des Landes im Jahr 1990 gab es eine gegen Korruption gerichtete Gesetzgebung. So wurde z. B. bereits im Jahr 1928, als das Land noch südafrikanisches Völkerbundsmandat war, die gegen Korruption gerichtete Prevention of Corruption Ordinance (Verordnung zur Vermeidung von Korruption) verabschiedet. Diese wurde erst 2003 – also 13 Jahre nach der Erlangung der Unabhängigkeit – durch den Anti-Corruption Act (Anti-Korruptionsgesetz) ersetzt.
In den Folgejahren der Unabhängigkeit Namibias kam es im Land wiederholt zu Korruptionsfällen und Misswirtschaft, was dazu führte, dass eine immer mehr zunehmende Regelmäßigkeit solcher Gegebenheiten befürchtet wurde.
Außerdem war man der Ansicht, dass sich Namibia, welches als vergleichsweise junge Nation nach wie vor intensiv damit beschäftigt war, eine eigene nationale Identität aufzubauen, eine stark ausgeprägte Korruption in dieser Entwicklungsphase kaum leisten könnte. Aus diesen Gründen beschloss die Regierung, zusätzliche Initiativen gegen die Ausbreitung von Korruption zu verfolgen. Parallel sollten ab sofort eine verantwortungsvolle Regierungsführung (good governance), eine größere Übernahme von allgemeiner Verantwortung, mehr Transparenz und eine verstärkte Zusammenarbeit im Kampf gegen die Korruption gefördert werden.
Eine dieser Initiativen war z. B. die aus dem Stegreif erfolgte Gründung eines Komitees zur Förderung der Moral durch Hage Geingob im Jahr 1997. Initiativen wie diese führten letztendlich zur Verabschiedung des Anti-Corruption Act im Jahr 2003, infolgedessen die Anti-Corruption Commission im Jahr 2005 ins Leben gerufen wurde. Diesbezüglich hatte bereits 1996 der damalige Oberstaatsanwalt Vekuii Rukoro die Gründung einer Institution gegen Korruption empfohlen.
Die Anti-Corruption Commission nahm zum 1. Januar 2006 offiziell ihre Tätigkeit auf. Das endgültige „Aktivwerden“ der Institution fällt somit in die frühe Amtszeit des namibischen Präsidenten Hifikepunye Pohamba. Der erste Direktor sowie stellvertretende Direktor der Anti-Corruption Commission wurden aber bereits im November 2005 ernannt. Ebenfalls fand die Rekrutierung des notwendigen Personals bereits vor dem 1. Januar 2006 statt.
Der gegenwärtige Direktor der Anti-Corruption Commission ist Paulus Kalombo Noa (2011). Die Kommission residiert in Windhoek. Regionale Zweigstellen existieren bis heute nicht.
Bevor im Jahr 2008 die Aufstockung des Personals um weitere 49 Mitarbeiter beschlossen wurde, welche dann diese neu entstandenen Posten im Laufe des Jahres 2009 auffüllten, hatte die Anti-Corruption Commission seit ihrer offiziellen Arbeitsaufnahme konstant 32 Mitarbeiter. Die umfangreiche Personalaufstockung wurde von der Regierung beschlossen, um der namibischen Öffentlichkeit in Zukunft einen noch effizienteren Korruptionsschutz bieten zu können.

## Heutige Situation
Die Anti-Corruption Commission ist als unabhängige und unparteiische Institution zumindest offiziell das heute wichtigste Mittel im Kampf gegen die Korruption in Namibia.
Sie arbeitet heute eng mit der namibischen Polizei und den nationalen Aufsichts- und Regulierungsbehörden des Finanzsektors zusammen.
Aufgrund diverser institutioneller und bürokratischer Mängel ist die tatsächliche Effektivität der Kommission im Kampf gegen die Korruption jedoch bis heute limitiert. Hinsichtlich dessen stellt sicherlich die Tatsache, dass sie ausschließlich in der Hauptstadt Windhoek mit direkten Ansprechpartnern zu finden ist und dass bis heute keine regionalen Zweigstellen bestehen, ein nachhaltiges Effektivitätsproblem dar.
Besonders für Personen, die in ländlichen Regionen des Landes leben, stellt die Fokussierung der Organisation auf die Landeshauptstadt ein Problem dar, weil diese Menschen oft sehr begrenzte Mittel haben, einen Korruptionsfall in der Hauptstadt zur Meldung zu bringen.
Obwohl die Anti-Corruption Commission in erster Linie zur Bekämpfung von Korruption ins Leben gerufen wurde, befasst sie sich bis heute sehr stark mit Fällen der Misswirtschaft. Ein Untersuchungsbericht des Namibian Institute for Democracy (Namibisches Institut für Demokratie, NID) belegt diesbezüglich dass, im Hinblick auf 184 zwischen 2004 und 2006 durch die Anti-Corruption Commission untersuchte Korruptionsfälle, mehr als die Hälfte im Zusammenhang mit halbstaatlichen oder öffentlichen Organisationen und Unternehmen standen.
Die Zero Tolerance For Corruption Campaign (Kampagne Null Toleranz für Korruption), welche bereits 2005, also ein Jahr vor der Anti-Corruption Commission, auf Initiative des Namibian Institute for Democracy offiziell ins Leben gerufen wurde, kann heute als wichtigste operative Unterstützung der Kommission betrachtet werden. Jedoch stellt insbesondere das Namibian Institute for Democracy die Effektivität der Anti-Corruption Commission bis heute in Frage.

## Aktuelle Ereignisse
Im Mai 2012 deckte die Anti-Corruption Commission auf, dass mehrere Dozenten der Universität von Namibia Studentinnen im Austausch gegen sexuelle Dienstleistungen bessere Noten ausstellten, was einen akademischen Betrug höchsten Grades darstellt.
Seit 2019 ist die ACC vor allem auch in die internationale Fishrot-Affäre involviert.